# Antipasto

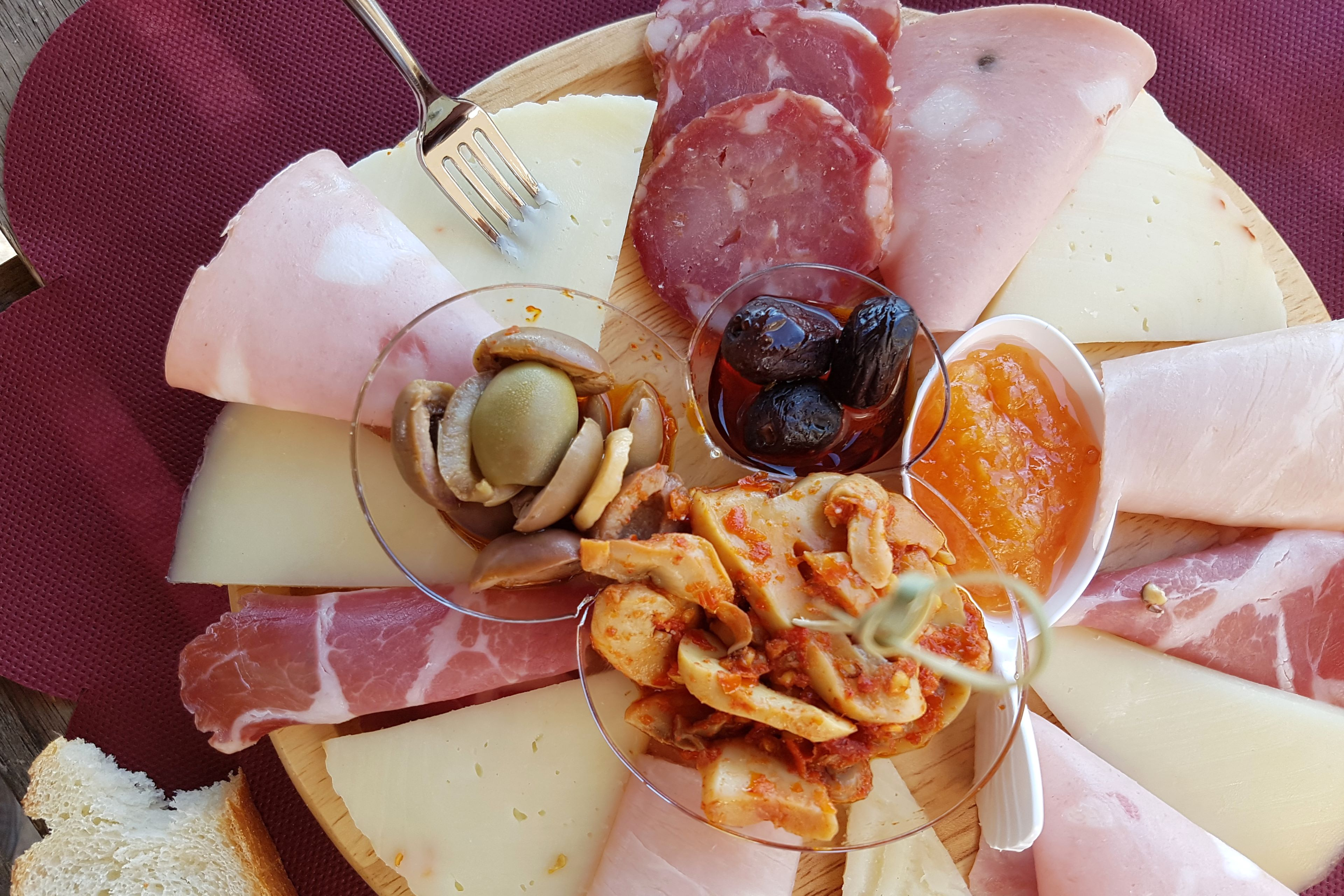
Antipasto sull'isola di Ortigia

L'antipasto è composto da uno o più piatti con porzioni limitate di cibi di vario genere, freddi oppure caldi, degustati all'inizio del pasto, che precede le portate dei primi piatti. Corrisponde grosso modo all'hors d'œuvre o entrée francesi.
Si tratta di una preparazione veloce proposta per placare parzialmente il senso di fame in attesa delle portate principali e quindi probabilisticamente ridurre le porzioni delle stesse.

## Caratteristiche

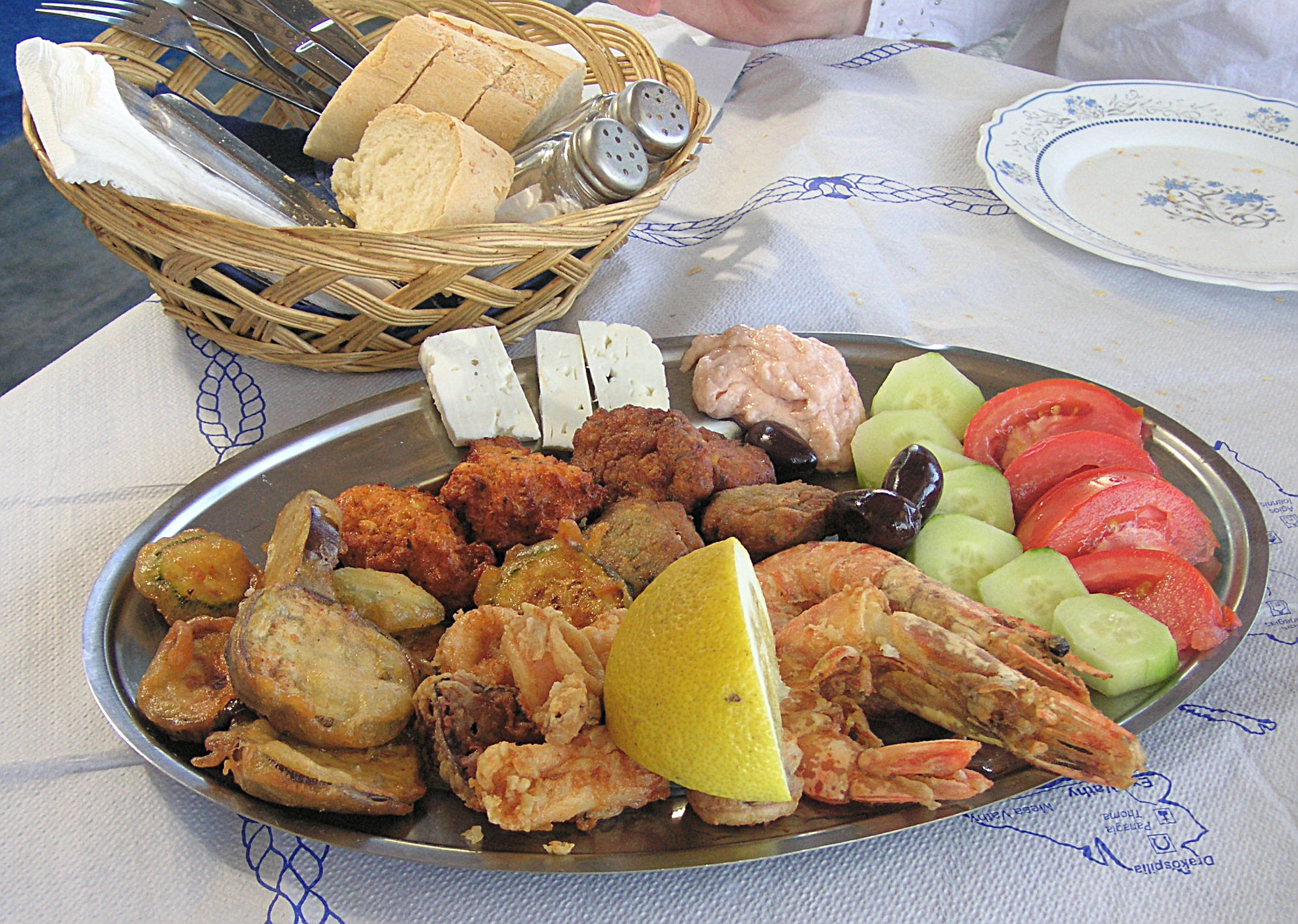
Antipasto greco

Si distinguono in antipasti freddi e caldi, semplici (cioè costituiti da un solo ingrediente di base) e composti (cioè costituiti da più preparazioni assortite). L'antipasto è servito in piccole quantità poiché il suo compito è quello di stuzzicare l'appetito in attesa delle portate principali.
L'antipasto può essere a base di pesce, verdura, carne o salumi, questi ultimi spesso presenti nell'antipasto all'italiana. Può trattarsi quindi di semplici stuzzichini, tartine, insalate ma anche di preparazioni più complesse.

## Stoviglie
Gli antipasti vengono serviti su piatti da portata o in contenitori specifici: 
- Antipastiera, vassoio dotato di scomparti o vaschette;
- Tagliere, in legno usato per i salumi;
- Raviera, piatto ovale di forma molto allungata.